# 丹治愛
丹治 愛（たんじ あい、男性、1953年1月20日 - ）は、日本の英文学者。専門は、ヴィクトリア朝・モダニズムの英国小説。東京大学名誉教授。法政大学教授。北海道出身。

## 略歴
- 1953年 札幌市に生まれる[1][2]
- 札幌北高等学校卒業
- 1975年 東京大学文学部卒業（第三類　英語英米文学）
- 1980年 東京大学大学院人文科学研究科英語英文学専門課程博士課程中退[1]
- トロント大学（カナダ）留学
- 1984年 北海道大学言語文化部助教授
- 1985年 埼玉大学教養学部助教授
- 1989年 東京大学教養学部助教授
- 1996年 東京大学大学院総合文化研究科助教授
- 1998年 - 2012年 東京大学大学院総合文化研究科教授[3][4]
- 2009年 - 2011年 日本英文学会 第21代会長[5]
- 2012年 法政大学文学部英文学科教授

## 受賞歴
- 日本英文学会新人賞受賞（1985年）"The Sirens Episode in Ulysses: Words Enchanted by Music"[6][7]
- 日本翻訳大賞 部門賞（文学部門）（1991年）『10.1/2章で書かれた世界の歴史』[8]
- 日本英文学会 北海道支部賞（2021年）「『嵐が丘』と田園主義的イングリッシュネス」[7][9][10]

## 著書
- 『神を殺した男 ダーウィン革命と世紀末』（講談社選書メチエ、1994）
- 『モダニズムの詩学 解体と創造』（みすず書房、1994）
- 『ドラキュラの世紀末 ヴィクトリア朝外国恐怖症の文化研究』（東京大学出版会、1997）
  - 改訂版『ドラキュラ・シンドローム　外国を恐怖する英国ヴィクトリア朝』（講談社学術文庫、2023.11）

### 編著
- 『書物の言語態　シリーズ言語態』 宮下志朗共編（東京大学出版会、2001）
- 『批評理論　知の教科書』（講談社選書メチエ、2003）
- 『英米小説の読み方・楽しみ方』（林文代編、岩波書店、2009）-「ハワーズ・エンド」論
- 『文学批評への招待（放送大学教材）』 山田広昭共編（放送大学教育振興会、2018）[2]
- 『二〇世紀「英国」小説の展開』 高橋和久共編（松柏社、2020）

### 翻訳
- ジュリアン・バーンズ『10.1/2章で書かれた世界の歴史』 丹治敏衛共訳（白水社、1991／白水Uブックス、1995）
- ヴァージニア・ウルフ『ダロウェイ夫人』（集英社、1998／集英社文庫、2007）
- ブレンダ・マドクス（英語版）『ノーラ　ジェイムズ・ジョイスの妻となった女』（監訳、集英社文庫、2001）
- ブラム・ストーカー『ドラキュラ 完訳詳注版』新妻昭彦共訳、（水声社、2000）。